# La casa de Asterión
La casa de Asterión es un cuento corto de fantasía y horror del escritor argentino Jorge Luis Borges, publicado primero en 1947 en el diario Los anales de Buenos Aires, y luego en 1949 dentro de su obra El Aleph.
Al igual que en muchas de sus obras, Borges ve una historia popular a través de una lente diferente, arrojando luz sobre otras posibles interpretaciones de los acontecimientos. En la línea de Edgar Allan Poe, la historia comienza con el monólogo de un personaje socialmente inusual, y al final añade un giro inesperado a la historia.

## Argumento
Asterión, el personaje principal, comienza su discurso a partir de su casa, (el laberinto) y cómo el salir del laberinto y ver el exterior, produce en él una serie de incógnitas que asocia con su casa, que es «infinita». Ve el atardecer, el mar, el templo de las hachas. Sin embargo, los rostros y las actitudes de las gentes del exterior le obligan a internarse nuevamente en su residencia, donde pasa largos días jugando a las escondidas, corriendo por sus extensas galerías, fingiendo dormir y a veces durmiéndose. Pero entre todos esos juegos, su preferido es que «otro Asterión» ha venido a visitarlo y recorren juntos la casa. 
Finalmente se mencionan partes del texto original, por ejemplo que cada nueve años nueve hombres vienen «para que los libere del mal» y deja sus cuerpos en distintas habitaciones vacías para distinguirlas; a partir de aquí Asterión especula acerca de su propia muerte, su casa y el exterior, y espera con ansias a su redentor.
Hacia el final, Asterión comprende que el mar y el templo de las hachas son infinitos, y anhela que aparezca un redentor que también lo "libere" de su vida de soledad. La historia termina con una línea de Teseo: «¿Lo creerás, Ariadna? El Minotauro apenas se defendió.», lo cual revela que Asterión, el Minotauro de Creta, no se defendió a la hora de luchar y que su muerte fue el resultado de darle la bienvenida por completo.

## Antecedentes e historial de publicaciones
En el epílogo de su colección de cuentos de 1949 El Aleph, Borges escribió que la inspiración para La casa de Asterión y el "personaje de su triste protagonista" fue El Minotauro, una pintura completada en 1885 por el artista inglés George Frederick Watts. La pintura representa al Minotauro mitológico como una criatura solitaria, apoyada en un parapeto y mirando con nostalgia al mar, mientras sostiene un pájaro aplastado en su mano.
La composición del cuento y narraciones de El Aleph coincidió con su turbulenta relación con la escritora argentina Estela Canto. Borges conoció a Canto en 1944 y le propuso matrimonio solo un año después, pero su relación terminó en julio de 1946 después de que Canto tomó a mal el comportamiento de la madre de Borges, que controlaba demasiado a su hijo. Edwin Williamson, uno de los biógrafos de Borges, escribió que el abandono de Borges por parte de Canto y su posterior infelicidad influyeron en elementos de La casa de Asterión, incluida la extrema soledad del personaje principal y el deseo de ser liberado de su monótona existencia.

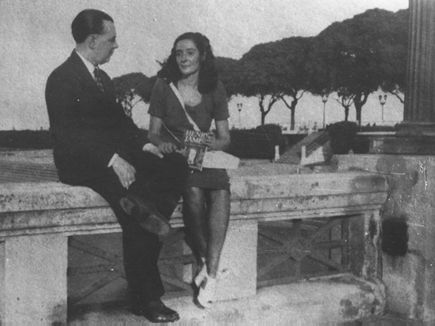
Borges con Estela Canto en 1945

Según Norman Thomas di Giovanni, editor y traductor que colaboró frecuentemente con Borges, La casa de Asterión fue escrita en un período de dos días en 1947, luego de que Borges descubriera que tenía dos páginas en blanco para llenar en Los Anales de Buenos Aires, la revista literaria que editaba. Los análisis modernos del manuscrito original de Borges, que se conserva en la Universidad de Virginia, han revelado las revisiones que hizo a borradores anteriores de la obra, para disfrazar de manera más efectiva la identidad del narrador al comienzo de la historia. Por ejemplo, Borges reemplazó la frase "los griegos" con "los hombres" en la tercera oración, eliminando una insinuación potencial de la mitología griega. Los análisis de las revisiones de Borges también han sugerido que, mientras escribía la historia, experimentó con varios encuadres de la revelación de la identidad de Asterión, deliberando sobre si nombrar explícitamente el laberinto del Minotauro y mencionar la naturaleza del arma de Teseo.
La versión original de La casa de Asterión se publicó en la edición de mayo-junio de 1947 de Los Anales de Buenos Aires. Iba acompañado de una ilustración, de la artista austriaca Marie Elisabeth Wrede, que representaba a Asterión desplomado en el suelo con la cabeza cubierta por un sudario, mientras Teseo se para sobre él, espada en mano. La historia se incluiría más tarde, junto con otros doce cuentos de Borges, en El Aleph, publicado por primera vez por Editorial Losada en junio de 1949. Fue traducida al inglés por James Irby y Donald Yates en su 1962 colección Laberintos, y por di Giovanni (en colaboración con Borges) en 1970.

## Estilo

### Narración

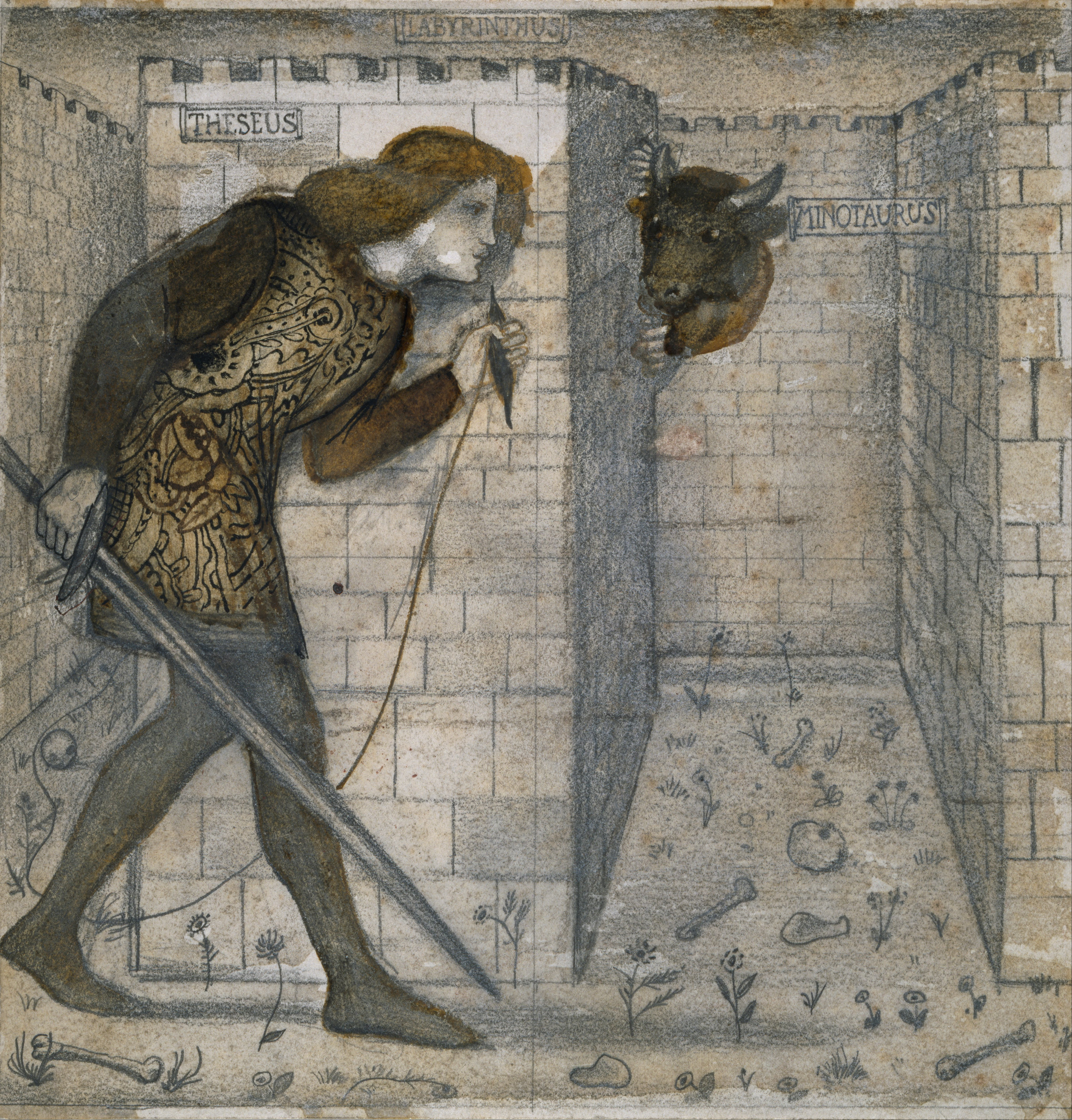
Mientras que el mito se cuenta tradicionalmente desde la perspectiva de Teseo, Borges se centra en el Minotauro.

La casa de Asterión se ha presentado como un ejemplo del uso de un "narrador antinatural", por su empleo de un narrador no humano y no convencional. La mayor parte de la narración consiste en el monólogo interior de Asterion, que limita la perspectiva del lector a la visión del mundo de Asterion. Esta técnica narrativa fue empleada con frecuencia por Borges, por ejemplo en los cuentos Hombre de la esquina rosada y La forma de la espada. La presentación del conocido mito desde la perspectiva de Asterion también sirve para humanizarlo, mostrándolo más como un personaje excéntrico y simpático que como un monstruo. El crítico literario Gene H. Bell-Villada escribió que "antes de la pequeña fábula de Borges, no hay ningún caso de un autor importante que invirtiera la relación héroe-monstruo".
Varios análisis han notado la presencia aparente de un editor anónimo en tercera persona que aclara brevemente el lenguaje de Asterion a lo largo de la historia. En una nota al pie, el editor admite haber reemplazado el uso de Asterion del número "catorce" con la palabra "infinito" después de inferir que esta era la intención original de Asterion. La filtración de las palabras de Asterion a través de este editor anónimo, que también está al tanto de los comentarios de Teseo a Ariadna después de que mata a Asterion, contribuye a la tensión de la historia.

### Estructura

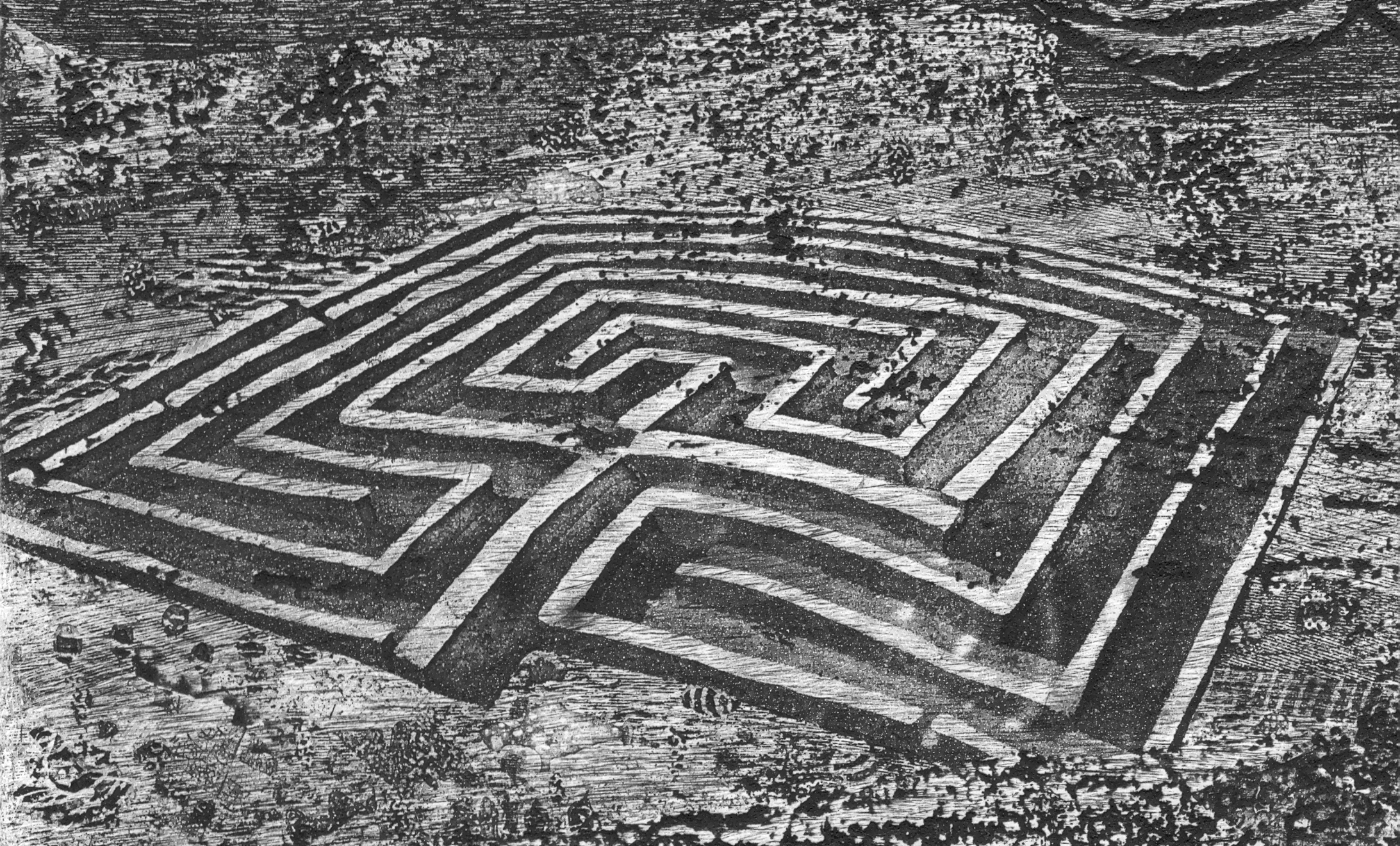
Los laberintos ocupan un lugar destacado en muchas de las obras de Borges, incluida La casa de Asterión.

Una de las historias más cortas de Borges, La casa de Asterión ha sido descrita como un "conjunto de pistas" y un "rompecabezas literario" cuya solución se insinúa gradualmente, pero no se revela completamente hasta el final. Su estructura es así similar a un laberinto —escenario de la historia y objeto de fascinación de toda la vida de Borges— que el lector debe "penetrar en la identidad del prisionero y por lo tanto en el significado de la historia". El epígrafe de la historia, citado directamente de la Biblioteca de Apolodoro, insinúa la identidad del narrador al principio, pero solo para los lectores que ya están familiarizados con el nombre menos conocido del Minotauro. Se proporcionan más pistas en las descripciones del entorno laberíntico de Asterion sin muebles, el mar circundante y la declaración de Asterion de que es hijo de una reina (es decir, Pasífae). A medida que avanza la historia, el lector queda "atrapado en el laberinto de Creta junto con el Minotauro y Teseo".
El crítico literario Roberto González Echevarría señaló que Borges empleó la técnica de la desfamiliarización, descrita por primera vez por los formalistas rusos, al agregar un giro inesperado a un mito muy conocido. Al preparar primero al lector para que empatice con el narrador y, en última instancia, al revelar que el narrador es una criatura monstruosa, Borges agrega "un nuevo giro estético e historizado" a la mitología del Minotauro. Al final de la historia, "el lector siente pena por el monstruo".

## Temas

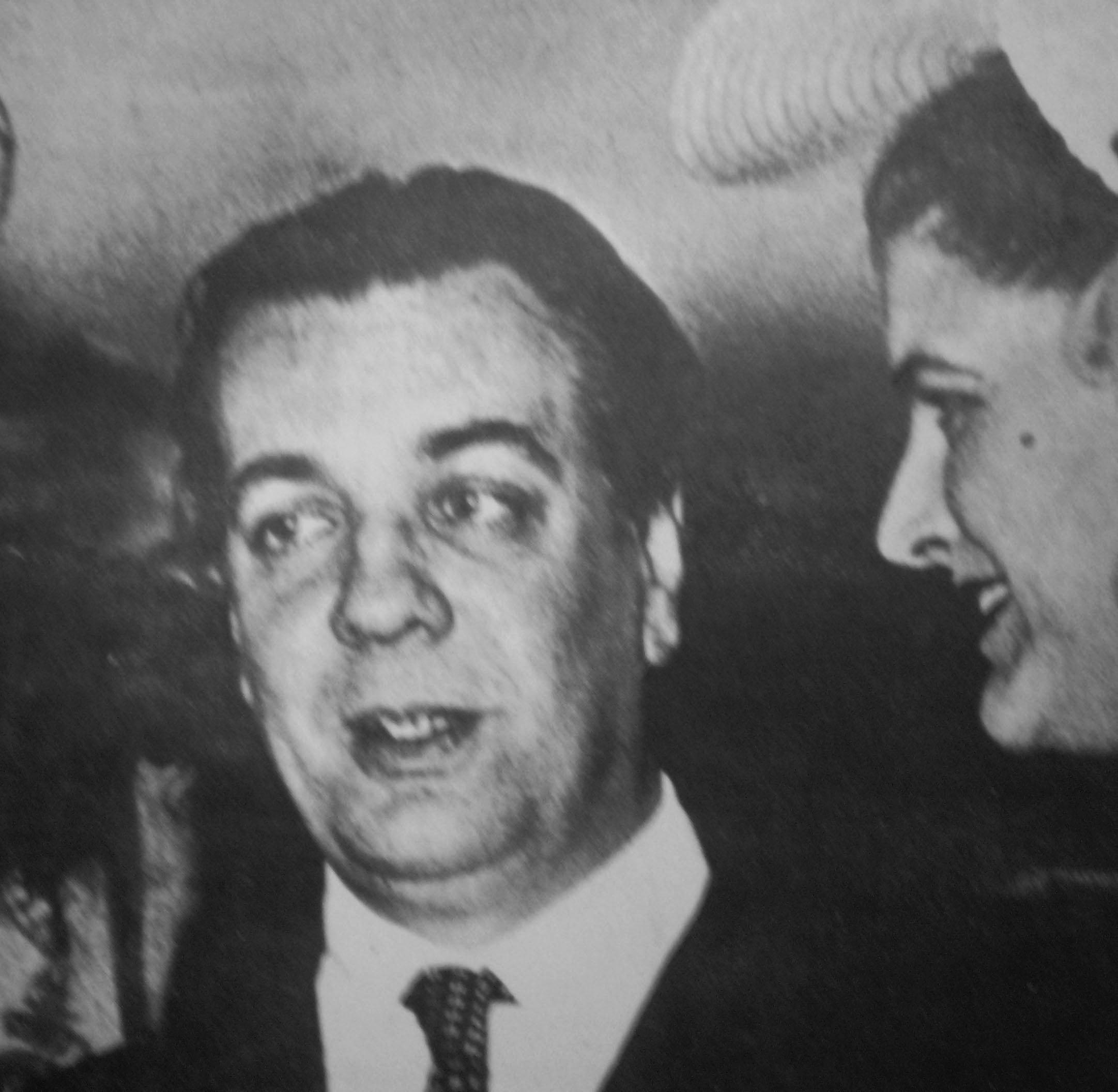
Borges en la década de 1940

### Monstruosidad y humanidad
A través del personaje de Asterion, Borges explora las cualidades que definen a alguien como monstruoso o humano. Borges no rehúye las referencias cada vez más explícitas a la naturaleza monstruosa de Asterion, incluido el terror que inspira en la gente del pueblo y su ritual de masacrar a los jóvenes. Sin embargo, Asterion aparentemente no es consciente de su monstruosa naturaleza, y las emociones que describe (soledad, orgullo, esperanza) son más humanas que monstruosas, y provocan simpatía en los lectores en lugar de horror. La humanización de Asterión tiene el efecto contrario en la actitud del lector hacia Teseo, el héroe mitológico se convierte en el asesino de una criatura lastimosa que ni siquiera le resiste. Borges desdibuja así la línea entre humano y monstruo, Asterion no es más monstruoso por matar a los jóvenes que Teseo por matar a Asterion.

### Muerte y redención
Borges comentó sobre Asterión en una entrevista de 1969, diciendo que el personaje "sabía todo el tiempo que había algo horrible en él, por lo que debe haberse sentido agradecido con el héroe que lo mató". Su anhelo de muerte, y de liberación del laberinto, refleja el del inmortal protagonista de otro de los cuentos de Borges, El inmortal, y se refleja en el cuadro de Watts que inspiró la obra.".
La sugerencia de Asterión de que está liberando a sus víctimas del mal indica que cree que el mundo es malvado y que, al matar a los hombres, en realidad los está salvando. Su aparente creencia de que la vida es mala, y la muerte es la liberación de ese mal, presagia su eventual rendición indefensa a la espada de Teseo. La alusión de Asterión al Padrenuestro conduce a sus pensamientos finales, que se refieren a su propio salvador anticipado y adquieren un tono claramente bíblico. Su insistencia en "que alguna vez llegaría mi redentor" es paralela a la exclamación de Job en el Libro de Job : "Porque sé que mi Redentor vive, y se levantará en el último día". sobre la tierra". La cita deliberada de Job por parte de Borges indica que Asterión considera a su redentor como un Dios supremo, que lo llevará a "un lugar con menos galerías y menos puertas" (es decir, el cielo).

## Recepción
El cuento recibió comentarios generalmente positivos de críticos y autores contemporáneos. El crítico literario argentino Emilio Carilla elogió la originalidad de Borges, describiendo la historia como "la unidad de técnica, expresión y tema". El novelista Julio Cortázar elogió la caracterización de Asterion en una carta a Borges, escribiendo: "[L]o encuentro pleno de admirable inteligencia". En una reseña para la revista literaria Sur, la escritora argentina Estela Canto, quien recientemente había terminado su relación con Borges, elogió la historia por su "infinita riqueza"  y el uso del simbolismo. En un extenso análisis de la historia en 1960, el autor y crítico Enrique Anderson-Imbert escribió positivamente sobre las complejas comparaciones metafísicas de Borges entre el laberinto de Asterion y el universo, a pesar de la brevedad de la historia, pero señaló que no la consideraba entre las mejores obras de Borges.

## Influencia y medios
- La película de 1992 La muerte y la brújula (Death and the Compass), basada en el cuento de Borges del mismo nombre, contiene alusiones a varias otras historias de Borges, incluida La casa de Asterión.[51][52]
- La novela House of Leaves, del año 2000, escrita por el estadounidense Mark Z. Danielewski, contiene numerosas referencias a Borges y La casa de Asterión, incluido un capítulo titulado "El minotauro", que comienza con una cita de Borges y presenta una interpretación comprensiva del Minotauro.[53][54]
- La pintura de 2009 La casa de Asterión (La casa de Asterión), del artista cubanoamericano Luis Cruz Azaceta, muestra la cabeza de Asterión incrustada en una casa con catorce habitaciones, como se describe en la historia.[55]
- La pintura de 2009 Asterión, del artista cubanoamericano Paul Sierra, representa al Asterión muerto bajo una noche estrellada, una referencia a la sugerencia de Asterión de que él es el creador de las estrellas.[56]
- El libro de relatos Sacrificios humanos (2021), de la escritora ecuatoriana María Fernanda Ampuero, incluye un relato titulado «Sacrificios», que está inspirado en el cuento.[57]